# Southern Conference
La Southern Conference (SoCon) est le groupement de dix universités gérant les compétitions sportives universitaires affiliées à la National Collegiate Athletic Association, dans onze disciplines masculines, dix féminines et une discipline mixte dans le sud-est des États-Unis.

## Sports pratiqués

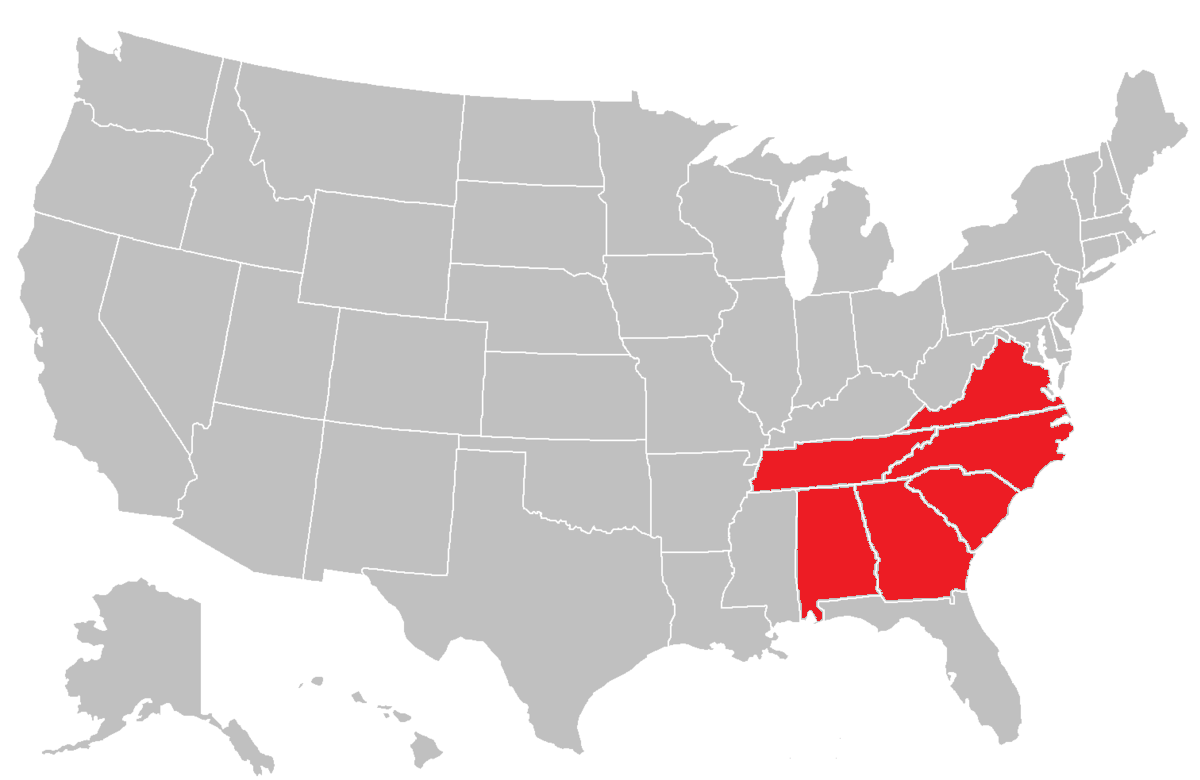
Répartition géographique.

| Sport                     | Hommes | Femmes |
| ------------------------- | ------ | ------ |
| Baseball                  | 9      | -      |
| Basket-ball               | 10     | 8      |
| Cross-country             | 10     | 10     |
| Football américain        | 9      | -      |
| Golf                      | 8      | 9      |
| Crosse                    | 8      | 6      |
| Tir sportif               | 2      | 3      |
| Soccer                    | 6      | 10     |
| Softball                  | -      | 7      |
| Tennis                    | 8      | 8      |
| Athlétisme (en extérieur) | 9      | 9      |
| Athlétisme (en salle)     | 9      | 10     |
| Volley-ball               | -      | 9      |
| Lutte                     | 9      | -      |

## Membres actuels
| Institutions                                                 | Siège                        | Fondation | Type     | Surnom                                 | Réjoint    |
| ------------------------------------------------------------ | ---------------------------- | --------- | -------- | -------------------------------------- | ---------- |
| Université du Tennessee à Chattanooga                        | Chattanooga, Tennessee       | 1886      | Publique | Mocs de Chattanooga                    | 1976       |
| La Citadelle, le collège militaire de Caroline du Sud (en)   | Charleston, Caroline du Sud  | 1842      | Publique | Bulldogs de La Citadelle (en)          | 1936       |
| Université d'État du Tennessee Est (en)                      | Johnson City, Tennessee      | 1911      | Publique | Buccaneers d'East Tennessee State (en) | 1978, 2014 |
| Université Furman                                            | Greenville, Caroline du Sud  | 1826      | Privée   | Paladins de Furman (en)                | 1936       |
| Université de Mercer                                         | Macon, Géorgie               | 1833      | Privée   | Bears de Mercer (en)                   | 2014       |
| Université Samford                                           | Homewood, Alabama            | 1841      | Privée   | Bulldogs de Samford (en)               | 2008       |
| Université de Caroline du Nord à Greensboro (UNC Greensboro) | Greensboro, Caroline du Nord | 1891      | Publique | Spartans de l'UNC Greensboro (en)      | 1997       |
| Institut militaire de Virginie (VMI)                         | Lexington, Virginie          | 1839      | Publique | Keydets de VMI                         | 1921, 2014 |
| Université Western Carolina (en)                             | Cullowhee, Caroline du Nord  | 1889      | Publique | Catamounts de Western Carolina (en)    | 1976       |
| Wofford College (en)                                         | Spartanburg, Caroline du Sud | 1854      | Privée   | Terriers de Wofford                    | 1997       |

1. ↑  ETSU a quitté la conférence en 2005 mais a rejoint en 2014.
2. ↑  VMI a quitté la conférence en 2003 mais a rejoint en 2014.

### Futur membre
| Institutions                          | Siège                 | Fondation | Type     | Surnom                               | Réjoint |
| ------------------------------------- | --------------------- | --------- | -------- | ------------------------------------ | ------- |
| Université technologique du Tennessee | Cookeville, Tennessee | 1915      | Publique | Golden Eagles de Tennessee Tech (en) | 2026    |

### Membres associés
| Institutions                          | Siège                             | Fondation | Type     | Surnom                           | Réjoint | Sport(s)    | Conférence primaire                  |
| ------------------------------------- | --------------------------------- | --------- | -------- | -------------------------------- | ------- | ----------- | ------------------------------------ |
| Université d'État des Appalaches      | Boone, Caroline du Nord           | 1899      | Publique | Mountaineers d'Appalachian State | 2014    | Lutte (m)   | Sun Belt Conference                  |
| Université Bellarmine                 | Louisville, Kentucky              | 1950      | Privée   | Knights de Bellarmine            | 2020    | Lutte (m)   | Atlantic Sun Conference              |
| Université Campbell                   | Buies Creek, Caroline du Nord     | 1887      | Privée   | Fighting Camels de Campbell      | 2020    | Lutte (m)   | Coastal Athletic Association         |
| Davidson College                      | Davidson, Caroline du Nord        | 1837      | Privée   | Wildcats de Davidson             | 2014    | Lutte (m)   | Atlantic 10 Conference               |
| Université Gardner-Webb               | Boiling Springs, Caroline du Nord | 1905      | Privée   | Runnin' Bulldogs de Gardner-Webb | 2011    | Lutte (m)   | Big South Conference                 |
| Université du Sud de la Géorgie       | Statesboro, Géorgie               | 1906      | Publique | Eagles de Georgia Southern       | 2016    | Tir sportif | Sun Belt Conference                  |
| Université du Nord de la Géorgie (en) | Dahlonega, Géorgie                | 1873      | Publique | Nighthawks de North Georgia (en) | 2016    | Tir sportif | Peach Belt Conference (en) (Div. II) |
| Presbyterian College (en)             | Clinton, Caroline du Sud          | 1905      | Privée   | Blue Hose de Presbyterian        | 2019    | Lutte (m)   | Big South Conference                 |
| Université de l'Alabama à Birmingham  | Birmingham, Alabama               | 1969      | Publique | Blazers de l'UAB                 | 2016    | Tir sportif | American Conference                  |

### Futurs membres associés
| Institutions       | Siège               | Fondation | Type   | Surnom            | Réjoint | Sport(s)   | Conférence primaire |
| ------------------ | ------------------- | --------- | ------ | ----------------- | ------- | ---------- | ------------------- |
| Université Liberty | Lynchburg, Virginie | 1971      | Privée | Flames de Liberty | 2026    | Soccer (m) | Conference USA      |